# Filandro
Filandro  è un nome proprio di persona italiano maschile.

## Varianti in altre lingue
- Greco antico: Φιλανδρος (Philandros)[1]
- Latino: Philander[1]
- Inglese: Philander[1]

## Origine e diffusione
Nome di tradizione classica, è portato nella mitologia da un figlio di Apollo e Acacallide. Deriva dal greco Φιλανδρος (Philandros), composto da φιλος (philos, "amico") e ανδρος (andros, "uomo"), quindi "amico dell'uomo", "che ama la gente". Entrambi gli elementi che compongono il nome sono comunissimi nell'onomastica greca: il primo si ritrova anche in Filomena, Filippo, Panfilo, Teofilo e Filoteo, il secondo in Andrea, Alessandro, Cassandra, Lisandro, Leandro, Evandro e Menandro.
Era in uso anche in inglese, nella forma Philander; tuttavia, nel XVIII secolo, a causa del suo significato (forse anche malinterpretato come "amatore"), divenne un nome tipico degli amanti in romanzi e poesie; di lì a poco cominciò ad essere usato sia come soprannome, col significato di "amante", "dongiovanni", che come verbo col significato di "correre dietro alle donne", "cercare di sedurre molte donne", e cadde quindi nel dimenticatoio. Una sorte simile capitò sia ai nomi Dick e Fanny (che giunsero ad indicare i genitali maschili e quelli femminili) che al nome Gay (quando il termine gay cominciò ad essere associato all'omosessualità).

## Onomastico
Si tratta di un nome adespota, cioè che non è portato da alcun santo: l'onomastico si festeggia quindi il 1º novembre, giorno di Ognissanti.

## Persone

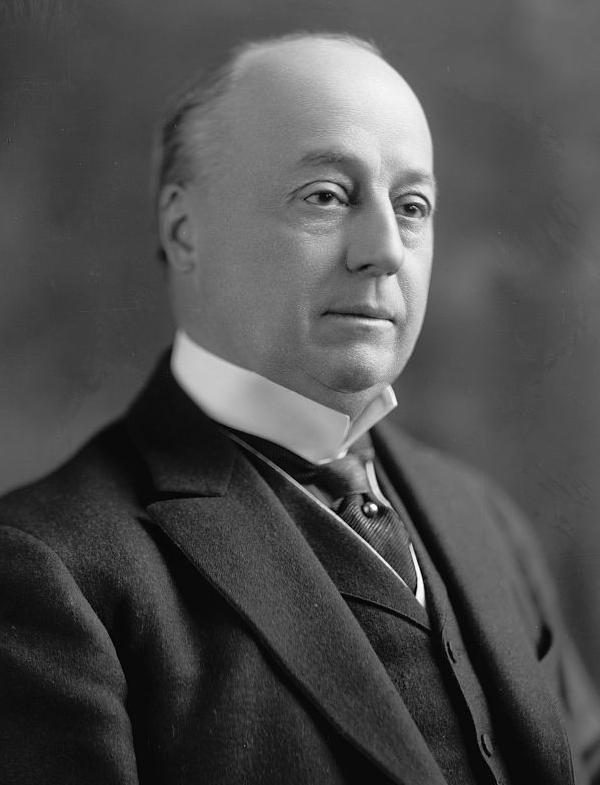
Philander Chase Knox

- Filandro Castellani, scultore italiano
- Filandro Vicentini, medico e letterato italiano

### Variante Philander
- Philander Chase Knox, politico e avvocato statunitense